# Гільєрмо Торрес
Гільєрмо Торрес Сервантес (ісп. Guillermo Torres Cervantes; нар. 19 серпня 1986, Гвадалахара, штат Халіско) — мексиканський борець вільного стилю, срібний призер Панамериканського чемпіонату, срібний призер Панамериканських ігор, учасник Олімпійських ігор.

## Життєпис
Боротьбою почав займатися з 1998 року.
Виступав за спортивний клуб «Халіско» Гвадалахара. Тренер — Кваухтемок Орегель.
Після завершення кар'єри борця перейшов у змішані бойові мистецтва. На ринзі MMA провів 8 поєдинків, в яких здобув 7 перемог і зазнав однієї поразки.

## Спортивні результати на міжнародних змаганнях

### Виступи на Олімпіадах
| Змагання                    | Збірна  | Вагова категорія          | Місце |
| --------------------------- | ------- | ------------------------- | ----- |
| Літні Олімпійські ігри 2012 | Мексика | вільна боротьба, до 60 кг | 16    |

### Виступи на Панамериканських чемпіонатах
| Змагання                                   | Збірна  | Вагова категорія          | Місце  |
| ------------------------------------------ | ------- | ------------------------- | ------ |
| Панамериканський чемпіонат з боротьби 2007 | Мексика | вільна боротьба, до 55 кг | 10     |
| Панамериканський чемпіонат з боротьби 2008 | Мексика | вільна боротьба, до 60 кг | Срібло |
| Панамериканський чемпіонат з боротьби 2009 | Мексика | вільна боротьба, до 60 кг | 5      |

### Виступи на Панамериканських іграх
| Змагання                  | Збірна  | Вагова категорія          | Місце  |
| ------------------------- | ------- | ------------------------- | ------ |
| Панамериканські ігри 2011 | Мексика | вільна боротьба, до 60 кг | Срібло |

### Виступи на Центральноамериканських і Карибських іграх
| Змагання                                               | Збірна  | Вагова категорія          | Місце |
| ------------------------------------------------------ | ------- | ------------------------- | ----- |
| Центральноамериканські і Карибські ігри 2010 (Маягуес) | Мексика | вільна боротьба, до 60 кг | 5     |

### Виступи на інших змаганнях
| Змагання                                                               | Збірна  | Вагова категорія          | Місце  |
| ---------------------------------------------------------------------- | ------- | ------------------------- | ------ |
| Олімпійський кваліфікаційний турнір з боротьби 2012 (Кіссіммі-Орландо) | Мексика | вільна боротьба, до 60 кг | Срібло |
| Гран-прі Німеччини з боротьби 2012                                     | Мексика | вільна боротьба, до 60 кг | 10     |

### Виступи на змаганнях молодших вікових груп
| Змагання                                                 | Збірна  | Вагова категорія          | Місце |
| -------------------------------------------------------- | ------- | ------------------------- | ----- |
| Панамериканський чемпіонат з боротьби серед кадетів 2003 | Мексика | вільна боротьба, до 46 кг | 5     |